# 孙宪
孙宪，山东宁海（今山东牟平）人，是一名清朝政治人物。
孙宪曾于1801年接替马麟任崇明县知县一职，1801年由左元镇接任。